# Lade (Kent)
Lade est un hameau sur les côtes du Kent.
Lade est au nord de Lydd-on-Sea. Autrefois il y avait la gare de Lade qui faisait partie de la ligne Romney, Hythe and Dymchurch Railway.